# Simon Williams (Schachspieler)
Simon Kim Williams (* 30. November 1979 in Guildford, Surrey) ist ein englischer Schachspieler. Er ist seit Anfang 2009 Großmeister und neben seinen Wettkampfaktivitäten auch als Autor und Herausgeber von Schachbüchern und digitalen Lehrmaterialien aktiv.

## Leben
Simon Williams lernte das Schachspielen im Alter von sechs Jahren von seinem Vater. An der University of Sussex schloss er ein Studium der Philosophie und Kognitionswissenschaft ab. Er erlangte 1998 den Titel eines Internationalen Meisters. Im März 2008 hatte er die notwendigen Normen für den Großmeister-Titel erreicht, die notwendige Elo-Zahl hierfür erreichte er im Januar 2009.
In den Jahren 2003 und 2009 wurde er Zweiter bei den Britischen Schachmeisterschaften, 2005 siegte er bei der Britischen Meisterschaft im Blitzschach. Außerdem gewann er 2006 in Irland das Masters beim Bunratty International Chess Festival und 2009 die Offene Wertung der Schweizer Meisterschaft mit einem halben Punkt Vorsprung vor Viktor Kortschnoi, der in diesem Turnier Schweizer Meister wurde. Gemeinsam mit Gawain Jones belegte Simon Williams zudem 2011 den geteilten ersten Platz beim FIDE Open im Rahmen des London Chess Classic.

## Vereine
Simon Williams spielte seit 1996 für verschiedene Mannschaften in der Four Nations Chess League. Darüber hinaus war er in der Französischen Mannschaftsmeisterschaft in den Spielzeiten 2010/11, 2012/13 und 2013/14 für C.E. de Rueil Malmaison aktiv. In der Saison 2013/14 gehörte er zudem in der deutschen Schachbundesliga zum Kader des SC Viernheim und in der norwegischen Eliteserien zum Team des Vålerenga Sjakklubb, kam jedoch in beiden Mannschaften nicht zum Einsatz.

## Weitere Aktivitäten
Simon Williams ist auch als Schachkommentator sowie als Autor und Herausgeber von Schachbüchern und digitalen Lehrmaterialien wie DVDs und Webvideos auf dem Videoportal YouTube tätig. Neben der Veröffentlichung bei etablierten Verlagen und Firmen wie ChessBase vermarktet er seine Werke und die anderer Schachspieler auch unter seinem eigenen Label Ginger GM Publishing. Den Namen GingerGM, der auf seine rötliche Haarfarbe Bezug nimmt, nutzt er zudem auch für andere Internetaktivitäten wie seinen YouTube-Kanal und seinen Twitter-Account.

## Werke (Auswahl)
- The new Sicilian Dragon. Everyman Chess, London 2003
- How to Crush Your Chess Opponents: An Inspiring Guide for the Modern Attacker. Gambit Publications, London 2008
- How to Win at Chess – Quickly! Everyman Chess, London 2010
- Attacking Chess. The French: A Dynamic Repertoire for Black. Everyman Chess, London 2011
- The Killer Dutch. Everyman Chess, London 2015